# 李察·哈利斯 (麻醉醫師)
李察·「哈利」·哈利斯，SC，OAM，澳大利亞男麻醉醫生和洞穴潛水員，知名於2018年睡美人洞救援行動中發揮關鍵作用。憑藉這次救援，他和潛水員同伴克雷格·查倫共同獲得了2019年度澳大利亞人榮譽。

## 醫學生涯
李察·哈利斯在圣彼得学院完成學業後，1988年取得弗林德斯大學內外全科醫學士學位，隨後在英國和紐西蘭完成了麻醉學培訓。他是南澳大利亞救護車服務處醫療檢索服務的航空醫學顧問和麻醉醫生，還曾在太平洋地區自然災害的醫療援助小組工作，並參加了澳大利亞對瓦努阿图的援助任務。

## 洞潛和救援
哈利斯從事洞穴潛水員的經驗長達三十多年。經歷包括2011年及2012年帶領一支澳大利亞潛水員團隊達到192和221（210和242碼）的深度記錄，為《国家地理》探尋紐西蘭皮爾斯河的源頭。2011年，哈利斯應南澳大利亞警方的請求參與尋找其密友安尼斯·米洛夫卡的屍體，後者在探索南澳大利亞東南部坦塔努拉附近的一座洞穴時身亡。
2009年，哈利斯在澳大利亞技術潛水研討會奧茲泰克（Oztek）上獲得「傑出成就」（Outstanding Achievement）獎，以表彰他對洞穴潛水探索的傑出貢獻；2017年又於奧茲泰克上被授予「澳大利亞年度技術潛水員」榮譽。

### 睡美人洞救援行動
2018年6月，在英國洞潛專家的建議下，哈利斯和同伴克雷格·查倫應泰國政府的請求前往纳拉伯平原協助當局對一支少年足球隊的救援工作，後者受困於睡美人洞。
哈利斯在整個救援過程中的努力被描述為至關重要。他對所有被困少年進行了醫學評估，並對他們施打鎮靜劑，確保他們在救援過程中沒有恐慌。哈利斯和查倫是救援隊在救援後離開洞穴的最後一批成員。
2018年7月24日，哈利斯和查倫一起被澳大利亚总督授予勇氣之星（SC）和澳大利亞勳章（OAM）。9月7日，泰國國王授予他德雷古纳蓬勋章大十字骑士勛位（一等）。
2019年澳大利亞日，哈利斯和查倫共同被宣布為2019年度澳大利亞人。同年11月5日，兩人出版了《克服一切困難》（Again all Odds）一書，記錄了他們參與從睡美人洞救援行動營救少年們的過程。

## 流行文化
在改編自2018年睡美人洞救援行動的電影《十三條命》（2022年）中，由喬爾·埃哲頓扮演哈利斯。

## 外部連結
- Wet Mules主頁 （页面存档备份，存于）